# Iso Kuukasjärvi
Iso Kuukasjärvi är en sjö i Finland. Den ligger i kommunen Ranua i landskapet Lappland, i den norra delen av landet, 600 km norr om huvudstaden Helsingfors. Iso Kuukasjärvi ligger 155,4 meter över havet. Arean är 1,29 kvadratkilometer och strandlinjen är 7,46 kilometer lång. Sjön  ingår i Ijo älvs huvudavrinningsområde.   Den sträcker sig 2,7 kilometer i nord-sydlig riktning, och 2,1 kilometer i öst-västlig riktning.